# Roy of the Rovers
Roy of the Rovers (även känd som enbart Rovers). Brittisk fotbollsserie som bl.a. gått i svenska Buster och Barracuda.
Serien handlar om det engelska fotbollsproffset Roy Race och hans lagkamrater i det fiktiva laget Melchester Rovers.
Den fick en uppföljare som hette Roy Race Junior.